# R-40 (ミサイル)
R-40 (K-40)はロシア連邦の長距離空対空ミサイル。MiG-25の主武装として開発された。アメリカ国防総省（DoD）による識別番号はAA-6、北大西洋条約機構（NATO）によるコードネームは"Acrid(アクリッド、「辛辣」の意)"。

## 開発
R-40は敵の妨害下に置いて高空及び低空を高速で飛ぶ目標を撃墜することを要求されており、高速飛行時の高熱に対処するためにレドーム部とセンサーキャップに耐熱素材を使用している。また、推進剤の燃焼による影響を少なくするため、ロケットモーターを重心の中間点においている。これと前方のカナードによりR-40は高いGに耐えることができる設計となっている。近接信管にはソビエト初となるレーダー光学式の指向性HEが装備され目標撃破率を向上させている。また、R-40は各部をモジュール化することにより、高い生産性と整備性を誇っている（モジュールごとの分業生産が可能でかつ現地では複雑な整備を避け分割して交換できるため）。

## 派生型

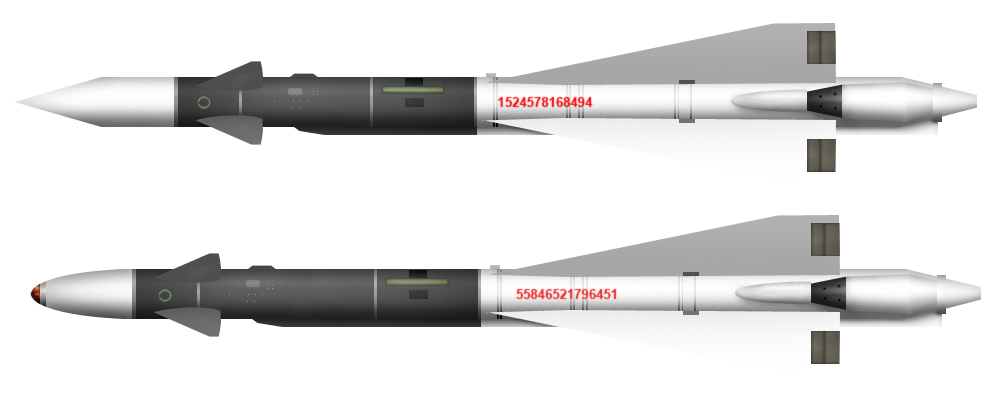
R-40R(上)とR-40T(下)

R-40R
セミアクティブレーダー誘導型。
R-40T
赤外線誘導型。
UR-40R
R-40Rの訓練弾。主にMiG-25PUで運用される。
UR-40T
R-40Tの訓練弾。主にMiG-25PUで運用される。
R-40RD
MiG-25PD用に開発されたR-40Rの改良型。
R-40TD
MiG-25PD用に開発されたR-40Tの改良型。

## 運用機
- MiG-25
- MiG-31

## 運用国
アルジェリア

### 退役
インド
 イラク
 シリア
 ロシア
2008年に退役したが、今でもMiG-31にて運用されているといわれている。
 ソビエト連邦
後継国家に引継ぎ。